# Carl Otto Løvenskiold
Carl Otto Løvenskiold (Oslo, 23 dicembre 1839 – Oslo, 1º ottobre 1916) è stato un ufficiale e politico norvegese.

## Biografia
Era il figlio di Otto Joachim Løvenskiold e di sua moglie, Julie Caroline Helene Wedel-Jarlsberg. Era il pronipote di Peder Anker e nipote di Herman Severin Løvenskiold e Herman Wedel Jarlsberg.
Sposò, nel 1865, la cugina Elise Wedel Jarlsberg (1844-1923), figlia del proprietario terriero Harald Wedel Jarlsberg.

## Carriera
Discendente da una famiglia che ricoprì diverse cariche politiche importanti, Carl Otto decise di entrare a far parte della marina norvegese raggiungendo il grado di sottotenente. Servì nella marina norvegese e britannica fino al 1875.
Nel 1884 ricoprì la carica di primo ministro a Stoccolma nel governo Schweigaard. In seguito fu deputato per  la contea di Akershus (1888-1896).

## Ascendenza
|                                                |                                              |                                                       | Genitori                        |  |  | Nonni |  |  | Bisnonni            |  |  | Trisnonni          |  |
|                                                |                                              |                                                       |                                 |  |  |       |  |  | Severin Løvenskiold |  |  | Herman Løvenskiold |  |
|                                                |                                              |                                                       |                                 |  |  |       |  |  | Severin Løvenskiold |  |  | Herman Løvenskiold |  |
|                                                |                                              | Margrethe Deichman                                    |                                 |  |  |       |  |  | Severin Løvenskiold |  |  |                    |  |
| Severin Lovenskiold                            |                                              |                                                       |                                 |  |  |       |  |  | Severin Løvenskiold |  |  |                    |  |
|                                                |                                              | Benedicta Henrikka Aall                               | Niels Aall                      |  |  |       |  |  |                     |  |  |                    |  |
|                                                |                                              | Benedicta Henrikka Aall                               | Niels Aall                      |  |  |       |  |  |                     |  |  |                    |  |
|                                                |                                              | Benedicta Henrikka Aall                               | Frederikke Sophie Rasch         |  |  |       |  |  |                     |  |  |                    |  |
| Otto Joachim Lovenskiold                       |                                              | Benedicta Henrikka Aall                               |                                 |  |  |       |  |  |                     |  |  |                    |  |
|                                                |                                              | conte Adam Christopher Knuth                          | barone Christian Frederik Knuth |  |  |       |  |  |                     |  |  |                    |  |
|                                                |                                              | conte Adam Christopher Knuth                          | barone Christian Frederik Knuth |  |  |       |  |  |                     |  |  |                    |  |
|                                                |                                              | conte Adam Christopher Knuth                          | Anne Christine van der Osten    |  |  |       |  |  |                     |  |  |                    |  |
| contessa Sophie Hedevig Knuth                  |                                              | conte Adam Christopher Knuth                          |                                 |  |  |       |  |  |                     |  |  |                    |  |
|                                                |                                              | Sophie Magdalene Moltke                               | visconte Adam Gottlob Moltke    |  |  |       |  |  |                     |  |  |                    |  |
|                                                |                                              | Sophie Magdalene Moltke                               | visconte Adam Gottlob Moltke    |  |  |       |  |  |                     |  |  |                    |  |
|                                                |                                              | Sophie Magdalene Moltke                               | Sophie Hedevig Raben            |  |  |       |  |  |                     |  |  |                    |  |
| Carl Otto Lovenskiold                          |                                              | Sophie Magdalene Moltke                               |                                 |  |  |       |  |  |                     |  |  |                    |  |
|                                                | Frederik Anton Wedel, langravio di Jarlsberg | Frederik Christian Otto Wedel, langravio di Jarlsberg |                                 |  |  |       |  |  |                     |  |  |                    |  |
|                                                | Frederik Anton Wedel, langravio di Jarlsberg | Frederik Christian Otto Wedel, langravio di Jarlsberg |                                 |  |  |       |  |  |                     |  |  |                    |  |
|                                                | Frederik Anton Wedel, langravio di Jarlsberg | Sophie Rigborg Amalie Huitfeldt                       |                                 |  |  |       |  |  |                     |  |  |                    |  |
| Herman Wedel, langravio di Jarlsberg           | Frederik Anton Wedel, langravio di Jarlsberg |                                                       |                                 |  |  |       |  |  |                     |  |  |                    |  |
|                                                |                                              | Catharine von Storm                                   | Caspar Herman von Storm         |  |  |       |  |  |                     |  |  |                    |  |
|                                                |                                              | Catharine von Storm                                   | Caspar Herman von Storm         |  |  |       |  |  |                     |  |  |                    |  |
|                                                |                                              | Catharine von Storm                                   | Ida Sophie von Mangelsen        |  |  |       |  |  |                     |  |  |                    |  |
| contessa Julie Caroline Helene Wedel Jarlsberg |                                              | Catharine von Storm                                   |                                 |  |  |       |  |  |                     |  |  |                    |  |
|                                                |                                              | Peder Anker                                           | Christian Anker                 |  |  |       |  |  |                     |  |  |                    |  |
|                                                |                                              | Peder Anker                                           | Christian Anker                 |  |  |       |  |  |                     |  |  |                    |  |
|                                                |                                              | Peder Anker                                           | Karen Elieson                   |  |  |       |  |  |                     |  |  |                    |  |
| Karen Christiane Andrea Anker                  |                                              | Peder Anker                                           |                                 |  |  |       |  |  |                     |  |  |                    |  |
|                                                |                                              | Anna Elisabeth Cold                                   | Isaac Andreas Cold              |  |  |       |  |  |                     |  |  |                    |  |
|                                                |                                              | Anna Elisabeth Cold                                   | Isaac Andreas Cold              |  |  |       |  |  |                     |  |  |                    |  |
|                                                |                                              | Anna Elisabeth Cold                                   | Elisabeth Cathrine Nissen       |  |  |       |  |  |                     |  |  |                    |  |
|                                                |                                              | Anna Elisabeth Cold                                   |                                 |  |  |       |  |  |                     |  |  |                    |  |